# Schefflera myrianthella
Schefflera myrianthella är en araliaväxtart som beskrevs av Elmer Drew Merrill. Schefflera myrianthella ingår i släktet Schefflera och familjen araliaväxter. Inga underarter finns listade.